# Roberta Bondar
Roberta Lynn Bondar (født 4. december 1945) er en canadisk neurolog, der blev den første kvindelige canadiske astronaut, da hun medvirkede i NASAs STS-42-mission, der løb af stabelen i slutningen af januar 1992.